# Joseph Guislain
Joseph Guislain (Gand, 2 febbraio 1797 – Gand, 1º aprile 1860) è stato un medico belga, pioniere nel trattamento delle malattie mentali in Belgio.

## Biografia

### Famiglia e formazione
Joseph Guislain nacque a Gand il 2 febbraio 1797. Sebbene facesse parte di una importante famiglia di architetti, scelse di studiare medicina e frequentò l'Ecole de Médicine di Parigi. Lì si dimostrò uno studente brillante, vincendo diversi premi accademici, prima di tornare a Gand per completare i suoi studi presso la neonata Università di Gand dove si laureò in Medicina nel 1819.

### Medico
Dimostrò sin da subito un particolare interesse per la cura dei malati mentali. Nel 1825, fu onorato dalla Commissione Medica Provinciale dell'Olanda Settentrionale per il suo studio pubblicato l'anno seguente con il titolo "Treaty on Insanity and Hospices of the Insane". Questo libro ha ricevuto supporto internazionale. A seguito di questo riconoscimento, nel 1828 fu nominato, grazie alla mediazione del canonico Pierre-Joseph Triest, come medico speciale delle due istituzioni di Gand per i pazzi. Riuscì, grazie agli studi preparatori e ai lavori dei canonici e Papeleu e Triest, ad avviare la sua attività in condizioni moderne e spazi a quel tempo senza precedenti. Guislain e Triest proposero nuove regole per il funzionamento delle istituzioni, con numerose disposizioni di carattere medico e igienico, con raccomandazioni sulla cura dell'uomo, una dieta sana e varia, personale ben preparato, attività utili per i malati, rigorosa coercizione, rispetto della riservatezza, ecc.  Per molti versi queste regole significano un cambiamento fondamentale e sono state rapidamente adottate da tutti gli ospedali psichiatrici del paese.
Dal 1831 Guislain fu coinvolto nelle iniziative prese dal nuovo regno del Belgio, sotto la direzione di Édouard Ducpétiaux, per il miglioramento delle strutture dedicate ai malati mentali.
Nel 1840 la "Commissione d'inchiesta" descriveva così le vecchie strutture:
(Rapporto della Commissione d'inchiesta del 1840)
Guislain pubblicò la sua opera più importante, "Traité sur les phrénopathies ou doctrine nouvelle des maladies mentales" , nel 1833.
Nel 1835 Guislain divenne professore all'Università di Gand. Negli anni successivi pubblica diversi studi e rapporti sullo stato della medicina psichiatrica in Belgio. Insieme a Ducpétiaux, erano la base della legge del 1850 sul trattamento dei pazzi, che si basava sulle proposte che entrambi avevano sviluppato dal 1832.
Nel 1835 Guislain credeva che in nove casi su dieci la follia avesse una causa morale. Nel 1852 lo modificò a soli due terzi, personificando in un certo senso l'evoluzione della psichiatria dell'epoca. Nella seconda metà del XIX secolo, teorie organiche di questo tipo sulle cause della malattia mentale divennero più importanti delle spiegazioni psicologiche.
Guislain ha anche cercato di sostenere politicamente le sue idee e iniziative. Fu eletto nel 1848 e rieletto nel 1851 consigliere municipale a Gand. Inoltre è stato eletto consigliere provinciale. Ha usato la piattaforma che gli ha offerto il consiglio municipale e provinciale per portare avanti le sue idee nel mondo politico. Nel 1854 si ritirò dalla politica.
Guislain morì a Gand il 1 ° aprile 1860 e fu sepolto nel cimitero di St. Amandsberg.

### Terapia morale
Secondo Guislain, i disturbi psichici erano principalmente di natura mentale e non fisica: il risultato di cervelli ipersensibili o irritabili e in misura minore il risultato di un difetto fisico come la vecchiaia, la malattia (colera) o l'alcolismo. Nel 1835 Guislain stimò che il novanta per cento dei casi di malattie avesse origine in cause morali. Nel 1852, abbassò la percentuale al 66%. Il suo pensiero riflette l'evoluzione della psichiatria all'epoca. Guislain cerca le cause nella psichiatria, ma studia anche il cervello per rilevare anomalie cerebrali.
Per la sua terapia si affidò al trattamento morale dei suoi predecessori francesi Philippe Pinel, il padre della psichiatria moderna, e Jean-Etienne Dominique Esquirol. Questo trattamento consisteva nell'attivare i malati attraverso l'opera, l'arte o attraverso la religione. Il vuoto dell'esistenza era una possibile causa di malattia mentale. Le medicine tradizionali (salasso, erbe aromatiche, dieta) rimasero in uso. Le idee idealistiche di Jean-Jacques Rousseau hanno avuto un ruolo importante in questo senso: l'uomo è naturalmente buono, la società fa male. Quindi è necessario un ritorno alla natura.
Sotto la forza trainante di Guislain, un comitato di quattro membri formulò un disegno di legge nel 1844 per "il trattamento dei pazzi e l'organizzazione dei manicomi". La visione che sviluppò insieme a Peter Jozef Triest (fondatore dei Fratelli della Carità) trovò la sua strada in parlamento che approvò la legge nel 1850. Il consiglio comunale di Gand giunse al ponte nel 1851. La costruzione di un centro psichiatrico appena fuori dalla Porta di Bruges fu approvata e l'architetto della città, Adolphe Pauli, iniziò a lavorare sui progetti, che il medico aggiornava costantemente, dal 1824.

## Scritti Principali
- "Traité sur l'aliénation mentale et sur les hospices des aliénés", Amsterdam, 1826[7]
- "Reglement van de krankzinnigengestichten der stad Gent", Gand, 1829[7]
- "Traité sur les phrénopathies ou doctrine nouvelle des maladies mentales", Bruxelles, 1833[7]
- "Exposé sur l'état actuel des aliénés en Belgique et notamment dans la province de la Flandre Orientale", Gand, 1838[7]
- "Lettres médicales sur l'Italie avec quelques renseignements sur la Suisse: Résumé d'un voyage fait en 1838 adressé à la Société de Médecine de Gand", Gand, 1840[7]
- "Leçons orales sur les Phrénopathies ou Traité théorique et pratique des maladies mentales", Gand, 1852[7]

## Monumenti e Ricordi

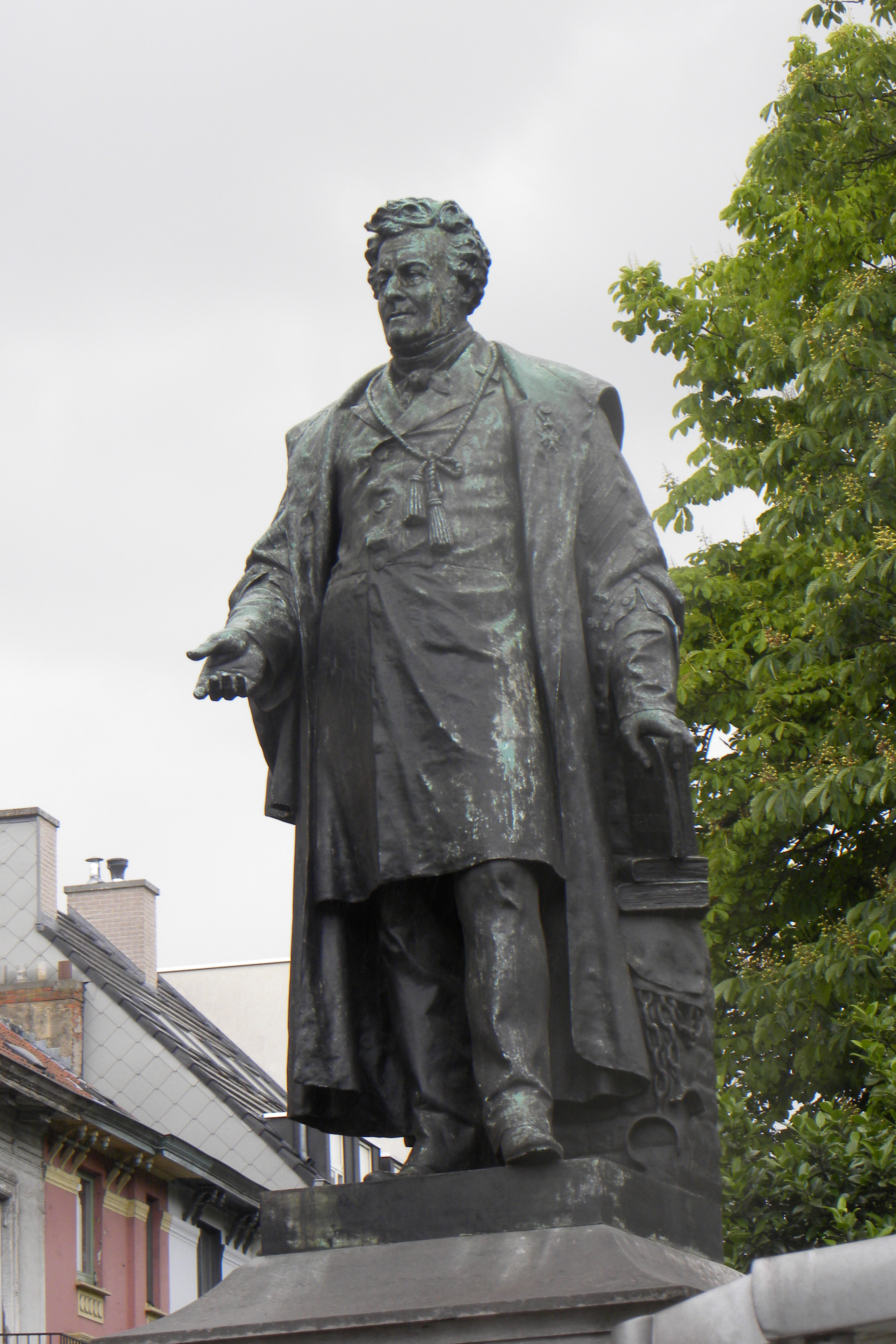
Statua di Joseph Guislain a Gand

A Joseph Guislain sono dedicate alcune opere in sua memoria.
A Gand, lo scultore A.Hambresien, gli ha dedicato una statua in bronzo che lo raffigura con i tre simboli più importanti per lui: dei libri, delle catene e dei mattoni.
Portano il suo nome anche un museo, il Dr. Guislain Museum a Gand, e un premio, il Dr. Guislain Award, che ha l'obiettivo di valorizzare tutte le iniziative sociali e culturali che affrontano il tema delle malattie mentali.

### Dr. Guislain Museum

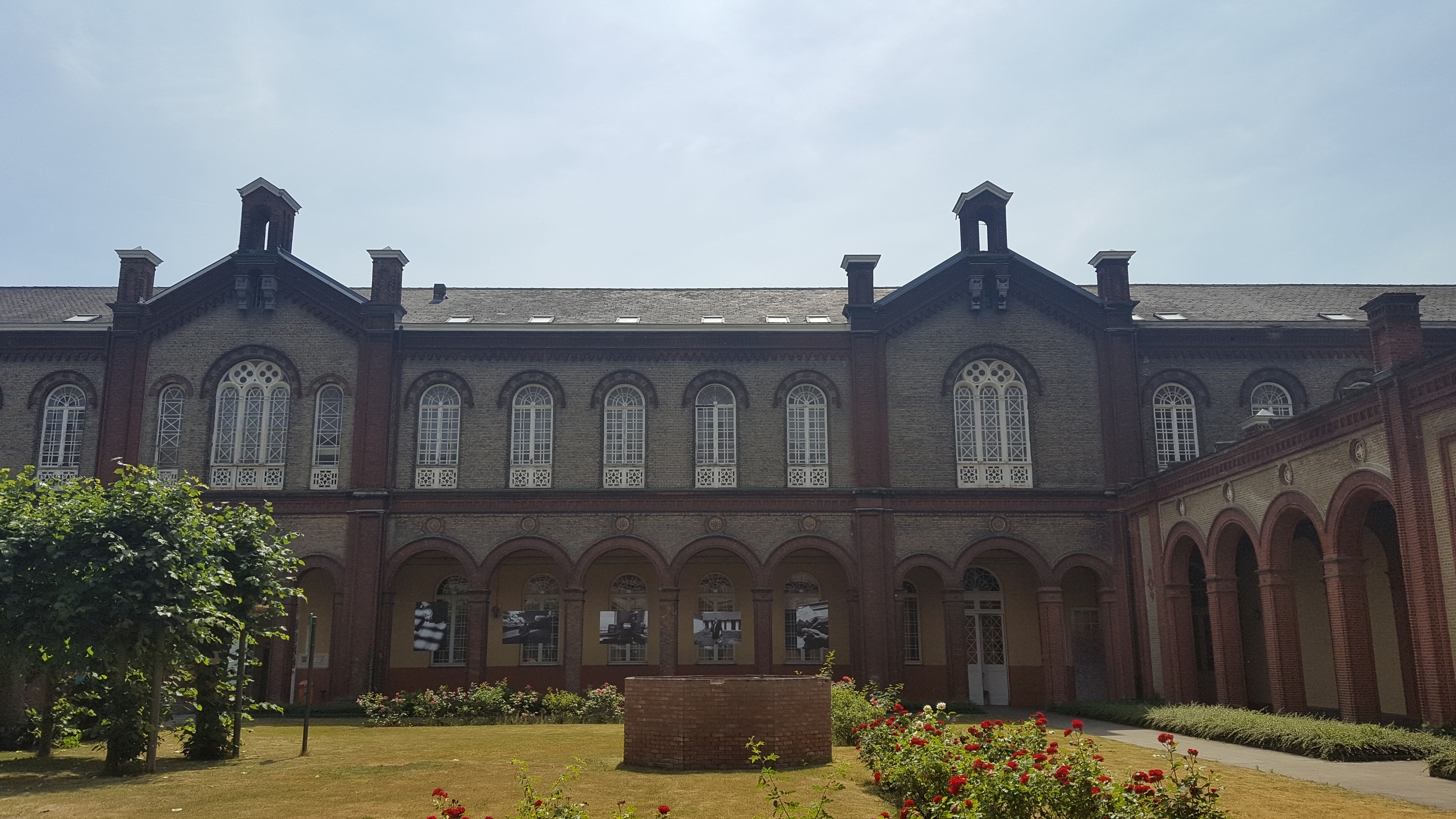
Dr. Guislain Museum

Uno dei motivi principali che spinse alla costruzione di un museo della storia della psichiatria nel 1986 fu sicuramente la grande carenza di conoscenza e di informazioni riguardanti la cura delle malattie mentali in generale ma anche delle psichiatria stessa. All'inizio degli anni '80 René Stockman, il quale era direttore generale del Centro psichiatrico Dr. Guislain, riuscì a intravedere grande valore sia nell'edificio che nei vecchi oggetti che vi erano conservati. In quel periodo vi era una notevole riluttanza nell'esposizione di questo pezzo di patrimonio al pubblico, sicuramente tra coloro che lavoravano nella cura delle malattie mentali: la vergogna che provavano per il passato era così forte, e la loro stessa storia sembrava avere una sorta di tabù al riguardo. Ma furono proprio questi impedimenti che consolidarono il progetto di apertura del museo.
Il Museo Dr. Guislain concorda pienamente con l'idea di museo in sé, ovvero un'istituzione duratura volta al solo scopo di trasmettere, custodire ed esporre il materiale e l'intangibile patrimonio dell'umanità a qualsiasi tipo di pubblico, senza nessun tipo di intento lucrativo, bensì mosso da un fine educativo.
Inoltre il grande pregiudizio che è radicato nella nostra società riguardo alla pratica della psichiatria ha delle notevoli ripercussioni sia nel modo in cui la nostra società edifica questa disciplina sanitaria, sia nella mente del singolo individuo che può essere contaminata da varie malattie mentali che a loro volta arrecano numerose difficoltà nella stabilizzazione dell'individuo nella società. Proprio a tal proposito il museo ha, anche, come obiettivo quello di riuscire ad appurare che i vari concetti di “follia” o “disturbo psichiatrico” non sono puramente medici, ma possiedono delle fondamenta socioculturali e ideologiche che, inconsapevolmente, possono distorcere in modo tragico il nostro atteggiamento nei confronti delle patologie mentali.

#### Nascita
All'inizio del XIX secolo Peter Joseph Triest fondò le congregazioni delle Suore della Carità e dei Fratelli della Carità, e successivamente con il loro aiuto riuscì a modificare drasticamente l'avvilente situazione che imperversava nei manicomi di Gand (Ospizio n ° 8 e Castello di Gerardo il Diavolo). Triest nominò il giovane medico Joseph Guislain, che aveva ottenuto una certa fama grazie ai suoi numerosi studi innovativi e rivoluzionari, come primario di entrambi i manicomi di Gand. Da questo momento ebbe inizio una redditizia cooperazione tra i due pionieri dell'assistenza psichiatrica in Belgio: Triest, il quale avviò la cura spinto da un fervente spirito caritatevole e una incrollabile fede, e Guislain, che invece l'ha perfezionata e valorizzata grazia al suo profondo senso critico e il suo approccio razionale alla terapia. In particolar modo sono ricordati poiché furono i primi del loro genere ad occuparsi dei malati in maniera dignitosa e terapeuticamente corretta, ed proprio grazie a quest'innovativa cura dei malati che venne introdotto il trattamento morale nei Paesi Bassi.
I soggetti instabili mentalmente erano considerati come persone malate e vennero introdotte regole che esortavano ad un minor uso possibile di farmaci, prescrivendo la terapia occupazionale. Quegli stessi principi costituiscono la base della Legge sul trattamento mentale, elaborata da Guislain ed Edouard Ducpétiaux nel 1850 e che costituirà il quadro giuridico fino al 1991.
L'istituzione del Museo Dr Guislain avvenne nel 1986, grazie all'intervento dei Fratelli della Carità. Tuttavia a dare l'idea fu, all'inizio degli anni '80, Il dottor René Stockman (il quale è l'attuale curatore del museo e superiore generale dei Fratelli della Carità) che essendo il direttore generale del Centro psichiatrico Dr. Guislain, notò un ingente valore sia nell'edificio che nei vari oggetti contenuti al suo interno.
Il primo oggetto conservatovi fu una “collezione di chiavi”, addirittura più antica del museo stesso. Molti oggetti antichi sono stati custoditi all'interno delle mura dell'ospedale e sono stati esposti in alcune occasioni speciali, in particolare, ad attirare l'attenzione, fu la collezione di strumenti di coercizione della fine del XVIII / inizio XIX secolo utilizzata nel manicomio per uomini di Gand. Una considerazione importante è il fatto che tutte queste iniziative provvisorie hanno svelato sia una profonda ignoranza che un'altrettanta profonda curiosità per la storia della salute mentale in generale e della psichiatria in particolare.

#### Edificio
A metà dell'800 venne ultimato un imponente complesso edilizio, la cui funzione principale era quella di ospizio per malati psichiatrici, e tuttora questa struttura accoglie il Museo Dr Guislain, il Centro Psichiatrico Dr Guislain e il Centro di Formazione Dr Guislain. L'istituto, oltre ad aver portato grande notorietà alla città di Gent, è stato lodato per aver apportato notevoli modifiche nel trattamento umano dei malati, inoltre gli è stato affibbiato il nome di “The Guislain Asylum”.
Il professor Joseph Guislain fu il fondatore del manicomio e soprattutto fu tra i pionieri della psichiatria moderna, per quanto riguarda l'asilo, il dottore insistette fermamente sui vari requisiti che la struttura doveva possedere per poter ospitare i malati e che l'architettura rappresentasse un'esteriorizzazione delle sue opinioni sulla terapia dei malati. L'etica morale di Guislain si rispecchiava perfettamente con gli ambienti in cui i pazienti dovevano vivere, poiché l'internamento nell'istituto rappresentava un fattore fondamentale nella buona riuscita della terapia, ma anche la locazione della struttura era essenziale per Guislain e proprio per questo l'edificio, progettato in collaborazione con l'architetto Adolphe Pauli, venne collocato fuori dalla città, in luogo tranquillo.
Le planimetrie originali illustrano l'armoniosa interazione tra l'architetto e il medico. Il grande complesso edilizio è stato composto seguendo uno stile eterogeneo, infatti è una miscela di elementi neo-romani, neogotici e neorinascimentali con infissi e parapetti in ferro, i quali hanno uno scopo sia decorativo che funzionale. Il “The Guislain Asylum” fu il primo vero manicomio in Belgio diventando anche un'istituzione modello per il paese.
Il vecchio istituto psichiatrico rappresenta non solo un gioiello dal punto di vista architettonico, ma certifica anche un capitolo della storia della medicina, ed è proprio da qui la decisione del governo fiammingo nel 1999 di riconoscere l'intero complesso come monumento.

#### La collezione
La collezione del Museo Dr. Guislain è divisa in due sezioni: la storia della psichiatria e la collezione d'arte, una selezione delle quali è esposta al museo. La collezione medica è nata come una piccola "collezione di chiavi" di vecchi oggetti che sono stati conservati all'interno delle mura dell'ospedale Guislain, tuttavia la stragrande maggioranza della collezione è stata procurata dal museo stesso, tramite acquisti o donazioni e lasciti. La collezione medica è particolarmente varia e si compone di oggetti che si riferiscono al periodo prepsichiatrico, alle discipline umanistiche prima di Freud, nonché alla psichiatria biologicamente orientata.
Il museo possiede anche una vasta collezione di foto che racconta l'interesse della psichiatria del XIX secolo, ne è un esempio lo 'psichiatra' scozzese Dr. Diamond che decise nel 1850 di non illustrare più i suoi libri di testo con illustrazione ma con fotografie. E furono proprio le fotografie che gli consentirono di considerare il malato psichiatrico in un "modo più obiettivo" e persino di permettere a questo campo della scienza ancora adolescente di trovare nuovi “tipi” reali di disturbi psichiatrici. Oltre a una collezione storica, il museo acquista regolarmente opere di fotografi contemporanei.
La seconda sezione della collezione del Museo Dr. Guislain è dedicata all'arte estranea. Questo termine sottolinea il lavoro spontaneo e anticonvenzionale creato da artisti che operano al di fuori della scena artistica professionale o ai margini della società, ed essi possono essere anche pazienti psichiatrici, persone con disabilità intellettiva, o anche persone che conducono vite isolate e lottano ogni giorno per trovare il loro posto nella società, nonché anime creative e piene di fervore artistico il cui lavoro consente loro di rompere le catene del pregiudizio e seguire la propria strada senza inibizioni esterne.

Nel 2002, la collezione a Gand venne ampliata enormemente grazie alla collezione, acclamata a livello internazionale, della De Stadshof Collection Foundation, che è in prestito a lungo termine, inoltre la collezione d'arte del Museo Dr. Guislain ha spazio anche per l'arte contemporanea legata alla cura della salute mentale, come le opere di Peter Granser, Gérard Alary, Jean Rustin, Koen Broucke, Philippe Vandenberg.

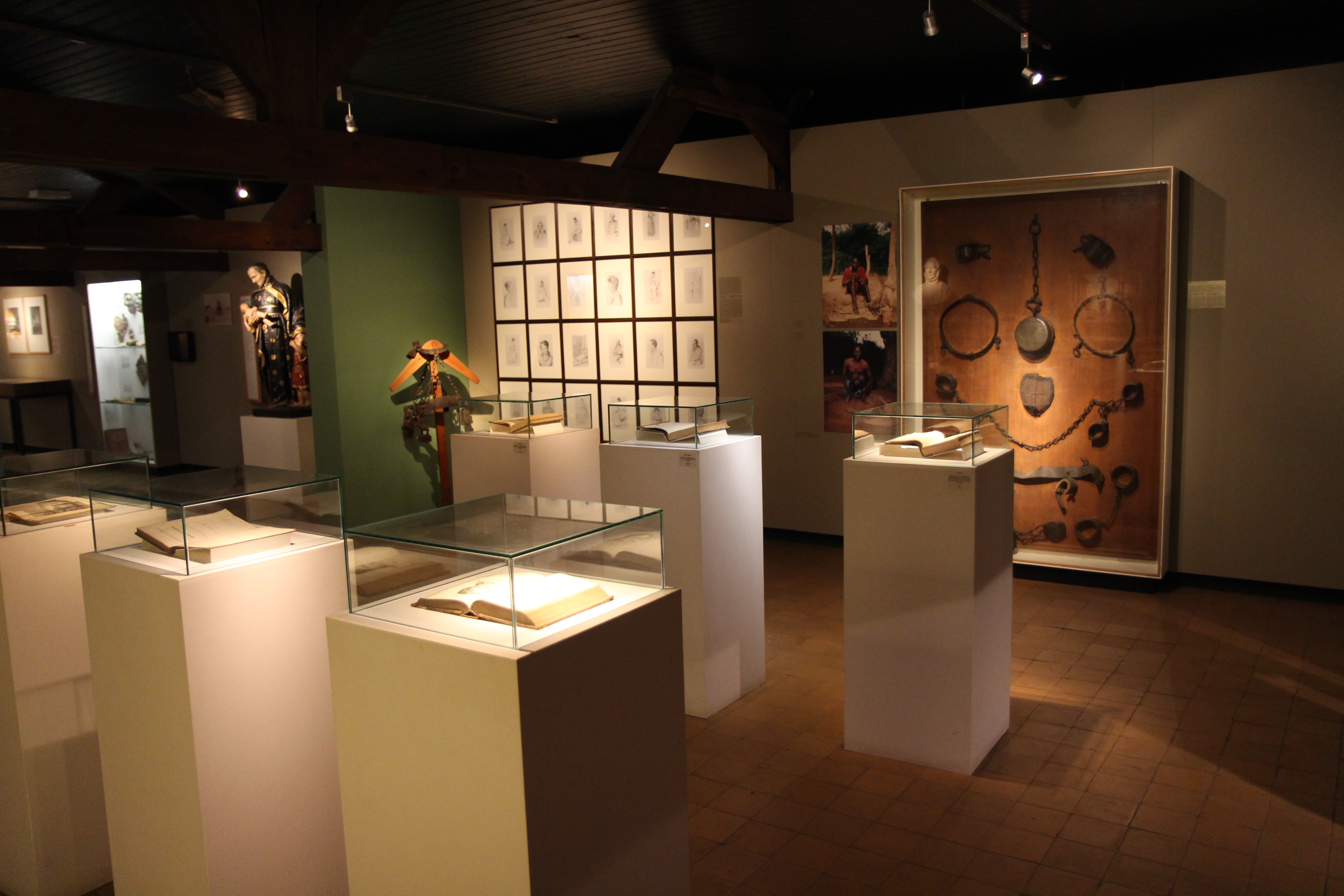
Interno del museo
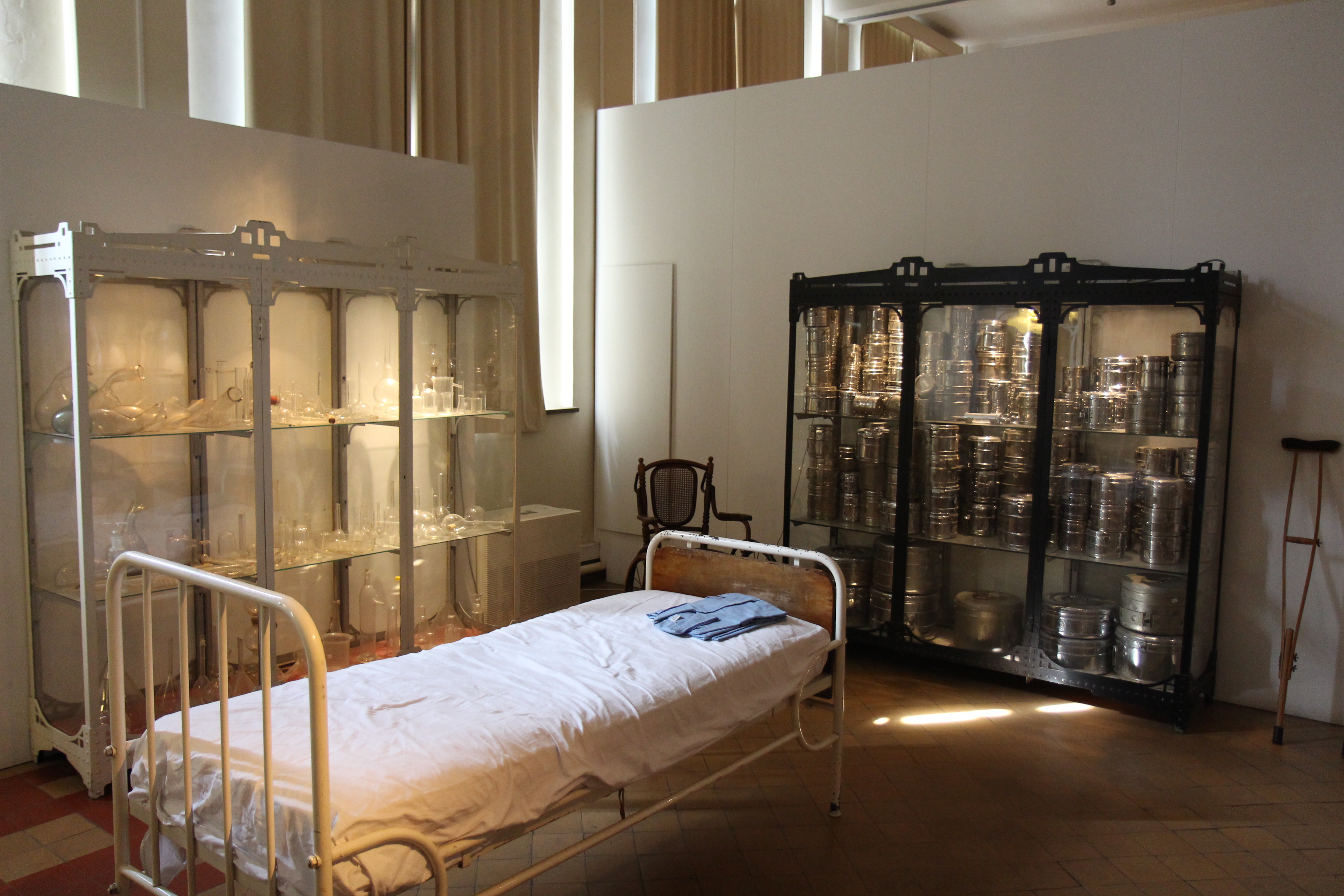
Collezione dell'ospizio
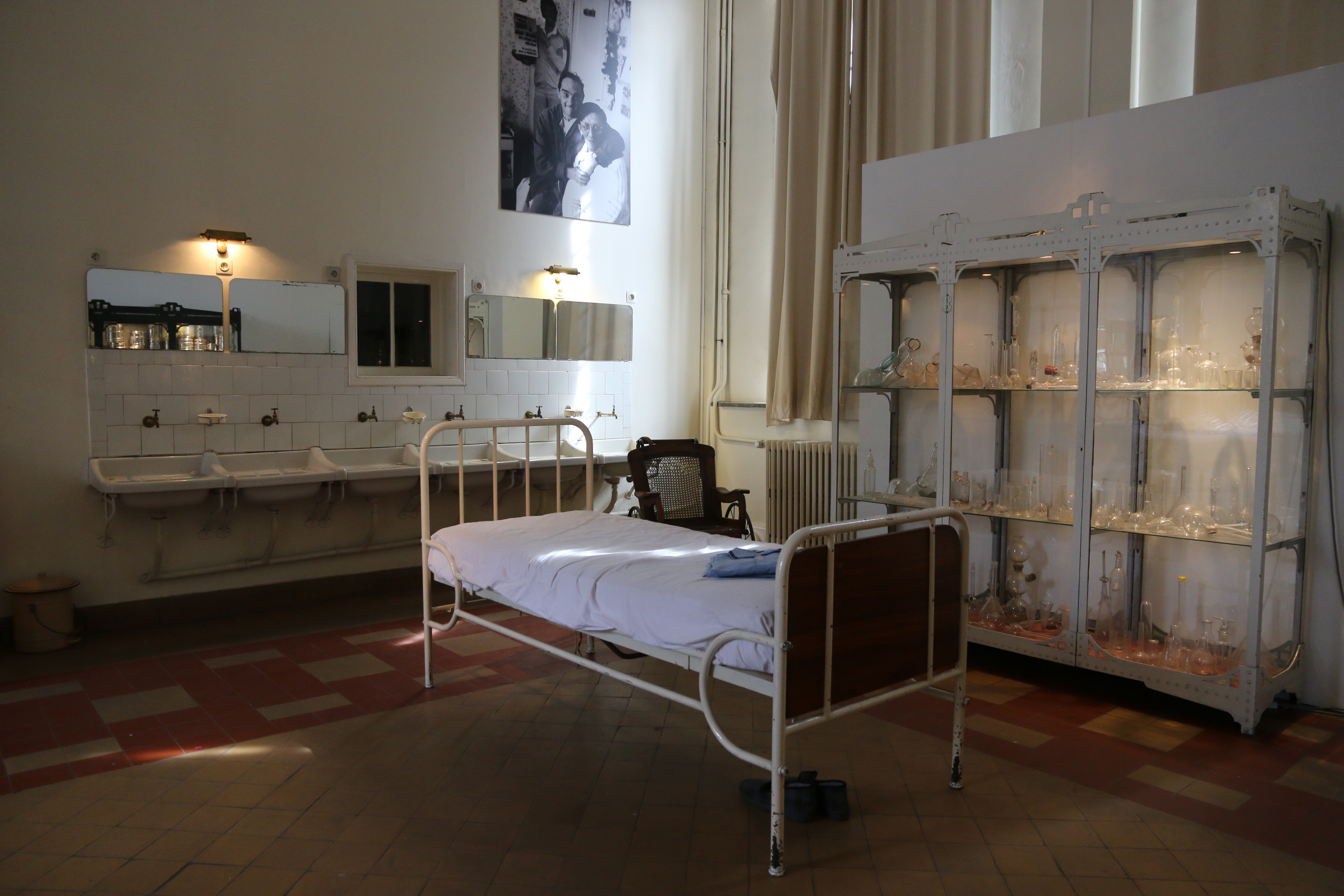
Collezione dell'ospizio
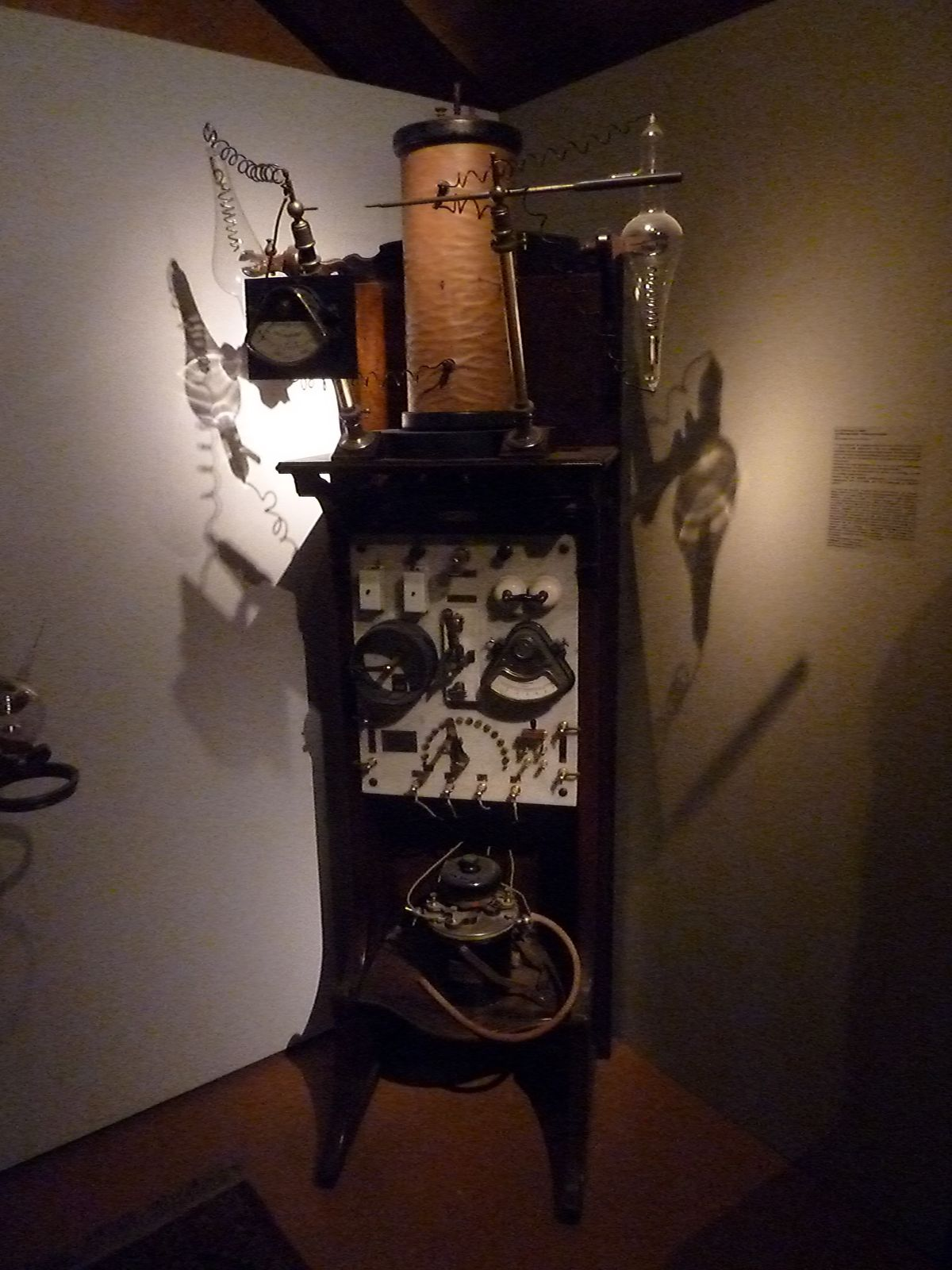
Dispositivo per raggi-X
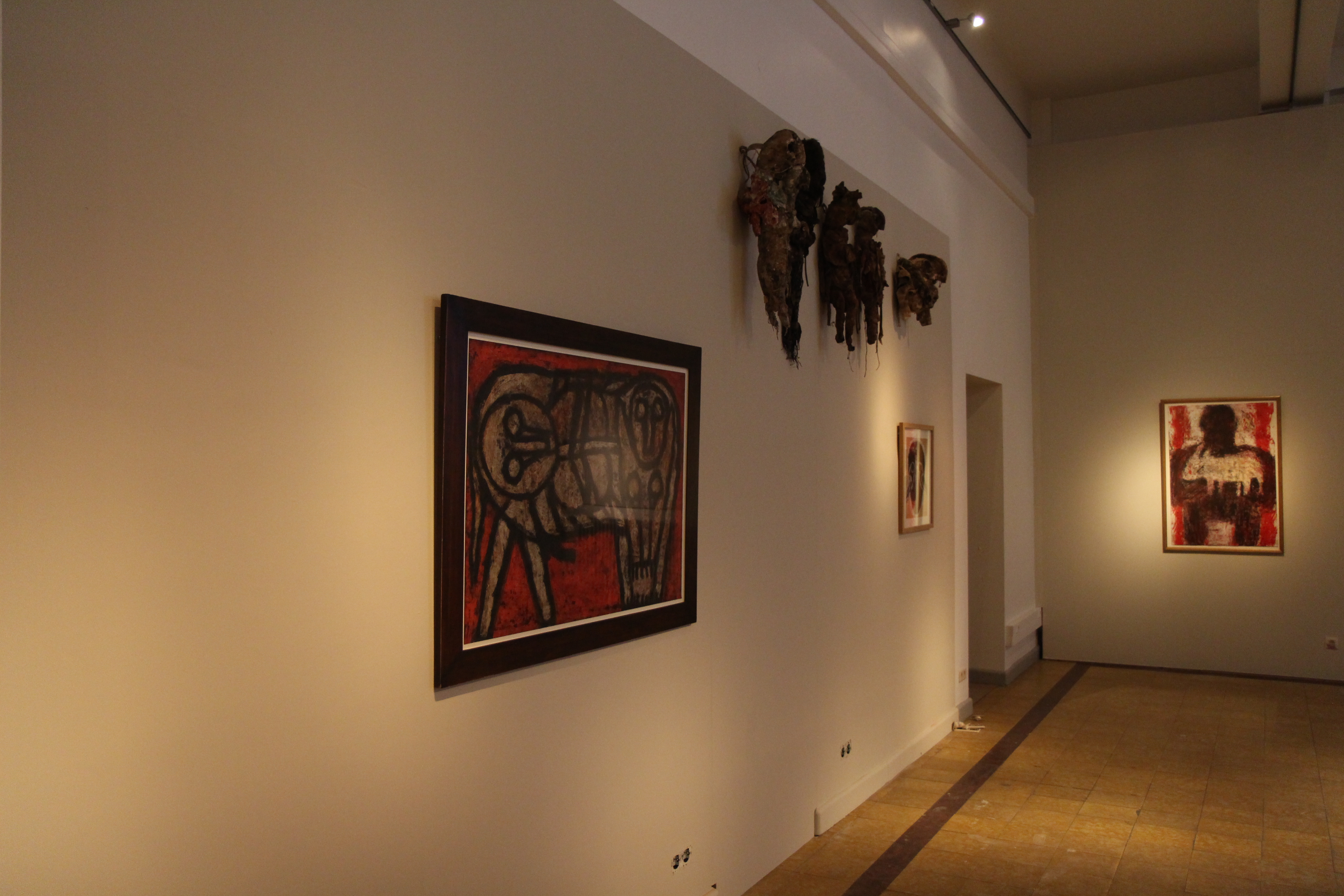
Esposizione di quadri nel museo

### Dr. Guislain Award
Il premio Dr. Guislain "Rompere le catene dello stigma" è un'iniziativa del Museo Dr. Guislain e Janssen Research & Development che unisce due istituti che hanno un coinvolgimento e un patrimonio di lunga data nel campo della cura e della ricerca sulla salute mentale.
L'obiettivo principale del Museo Dr. Guislain e Janssen Reserch & Development è quello di rompere le catene dello stigma che tuttora alterano la visione della società sulle malattie mentali.
Tutte le persone, organizzazioni o progetti che hanno come fine quello di promuovere iniziative a favore della salute mentale o, che comunque, hanno dato un considerevole contributo nella lotta contro le malattie mentali possono ricevere il premio Dr Guislain, difatti l'intenzione primaria del premio è quella di elogiare la sensibilità di tali individui nel trattamento, nella cura e nella prevenzione della varie malattie mentali.
Il premio è rivolto a tutte le iniziative sociali e culturali che trattano il tema della salute mentale in modo scientifico e chiaro, ma soprattutto a tutte quelle che incentivano la creatività del malato, inclusa la prevenzione dell'esclusione sociale del malato che sappiamo essere una delle piaghe più crudeli di questo tipo di patologie, e che esaltano la dignità del malato in modo innovativo e originale. In altre parole, iniziative che più che soffermarsi sulle mancanze del malato si concentrano sui suoi pregi.
Naturalmente, come ogni premio, vi sono dei criteri per potervi accedere stabiliti da un comitato di selezione internazionale, che attraverso il proprio metro di valutazione determinerà non solo i candidati adeguati per le varie categorie ma anche i vincitori delle suddette categorie.
Le categorie che possono essere nominate sono:
arte, società e cultura: questa categoria identifica un individuo o un progetto il cui uso dell'arte, nelle sue innumerevoli forme, ha agevolato la guarigione di coloro che convivono con malattie mentali e favorito una cultura di tolleranza e accettazione di questi individui nella società.
scienza e tecnologia: questa categoria riconosce un individuo o un progetto il cui risultato, mediante l'uso della scienza e della tecnologia, ha contribuito a migliorare la qualità dell'assistenza sanitaria dei malati o anche una maggiore condiscendenza da parte del pubblico delle malattie mentali.